# Cunard Line
A Cunard Line é uma companhia de transporte marítimo anglo-americana sediada em Southampton, Reino Unido, e uma subsidiária da Carnival Corporation & plc desde 2005. Ela tem sido uma das principais empresas de navios a servir no Oceano Atlântico desde a metade do século XIX. Ela foi originalmente fundada em 1840 por Samuel Cunard como a British and North American Royal Mail Steam-Packet Company, operando inicialmente na rota Liverpool–Halifax–Boston. Pelos trinta anos seguintes os navios da Cunard detiveram a Flâmula Azul de travessia transatlântica mais rápida, porém a partir da década de 1870 ela começou a ficar atrás de suas rivais White Star Line e Inman Line.
A White Star se juntou à norte-americana International Mercantile Marine Co. em 1902 e o governo britânico concedeu grandes empréstimos para a Cunard poder manter-se competitiva ao construir dois navios gigantes: o RMS Lusitania e o RMS Mauretania. A competição de empresas alemãs, italianas e francesas começou a crescer na década de 1920, com a Cunard sendo forçada a cancelar a construção de várias embarcações por causa da Grande Depressão. O governo britânico ofereceu novos empréstimos em 1934 para que ela pudesse completar o RMS Queen Mary e construir o RMS Queen Elizabeth, apenas sob a condição de que se fundisse com sua rival White Star. As duas se uniram em 1934 para formar a Cunard-White Star Line, porém a Cunard acabou comprando toda a porção da White Star em 1947 e o nome da empresa voltou a ser apenas Cunard Line em 1950.
A Cunard conseguiu retomar a posição de maior companhia transatlântica após o final da Segunda Guerra Mundial. Na década de 1950 ela operava doze embarcações que serviam o Reino Unido, Canadá e Estados Unidos. Os navios de passageiros passaram a ficar cada vez menos lucrativos depois de 1958 devido ao advento dos aviões a jato. A Cunard passou a partir de 1968 a concentrar seus negócios em viagens de cruzeiro e viagens transatlânticas apenas durante o período do verão. Seus navios mais antigos foram substituídos pelo Queen Elizabeth 2, projetado especificamente para essa dupla função.
A Cunard foi comprada em 1998 pela Carnival Corporation e cinco anos depois o Queen Elizabeth 2 foi substituído na rota transatlântica pelo RMS Queen Mary 2. Além dele, a empresa atualmente também opera outros dois navios: o MS Queen Victoria e o MS Queen Elizabeth. A Cunard permanece como a única empresa de navegação a manter um serviço de passageiros fixo entre a Europa e a América do Norte.

## História
A Cunard foi fundada em 1838 ao transportar o magnata Samuel Cunard, de Halifax, Canadá, bem como o engenheiro Robert Napier e homens de negócios que formaram a British and North American Royal Mail Steam Packet Company. A companhia pleiteou a aquisição dos direitos a um contrato de remessa de correio entre o Reino Unido e América. A nova empresa  ganhou o direito a usar o prefixo RMS no nome de seus navios. A companhia viria, mais tarde, a mudar o seu nome para Cunard Steamships Ltd.

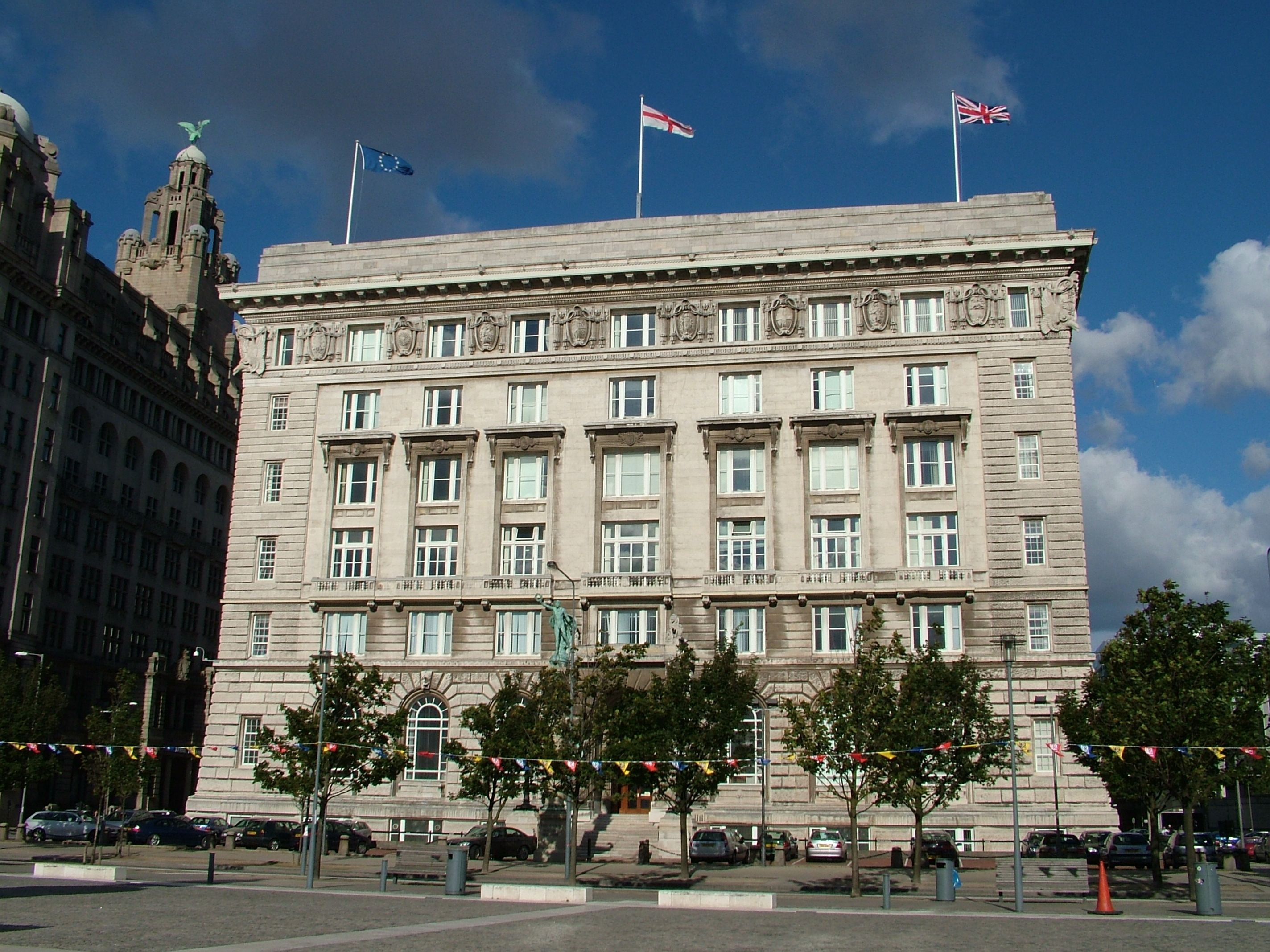
Prédio da Cunard Line em Liverpool, sede da companhia de 1917 até os anos 60.

Em maio de 1840, o navio a vapor SS Unicorn de 648 toneladas, o primeiro da empresa, fez a primeira viagem transatlântica da companhia. Sob a direção do Capitão Douglas ele levou 24 passageiros, incluindo Edward Cunard (o filho de Samuel), em uma viagem que durou 14 dias, a uma velocidade média de 8 nós, satisfazendo assim os requisitos de contrato de uma travessia por quinzena. Os passageiros regulares e o serviço de carga através de navio a vapor foram inaugurados pelo RMS Britannia, o primeiro navio encomendado pela companhia. No dia 4 de julho de 1840 ele navegou de Liverpool a Halifax, e posteriormente para Boston, numa viagem de 14 dias 8 horas.
A Cunard sempre teve muitos competidores da Inglaterra, dos Estados Unidos e Alemanha, mas sobreviveu a todos. Devido a um grande foco em segurança. Os navios da Cunard normalmente não eram os maiores ou os mais rápidos mas eles ganharam uma reputação por serem os mais confiáveis e os mais seguros. A companhia viria a fundir a Canadian Northern Steamships Ltd  e o competidor principal da Cunard, a White Star Line, donos dos infortunados RMS Titanic e o HMHS Britannic.
Por mais de um século e meio, a Cunard dominou o comércio de passageiros do Atlântico e era a maior empresa de navegação do mundo. Os seus navios tiveram papéis importantes no desenvolvimento da economia mundial, e também participaram de forma significativa em todas as guerras em apoio ao Reino Unido, da Guerra da Crimeia a Guerra das Malvinas onde o navio de cargas Atlantic Conveyor pertencente a companhia foi afundado por um míssil Exocet.
A frota da empresa começou a diminuir na década de 1950 quando as rápidas viagens aéreas começaram a substituir os navios como os principais transportadores de passageiros e de correio do outro lado do Atlântico. A Cunard tentou entrar nesse ramo fundando a BOAC Cunard Ltd em 1962 com a British Overseas Airways Corporation para exploração de serviços aéreos regulares para a América do Norte, Caribe e América do Sul. O serviço foi descontinuado em 1966. Em 1971, a Cunard Line foi adquirida pelo conglomerado industrial e de transporte marítimo britânico, Trafalgar House, que operou a empresa até a nova aquisição feita pela Kvaerner em 1996. Em 1983, a Cunard adquiriu a linha de cruzeiro de luxo norueguesa America Line, e em 1994 a Royal Viking Line, outra empresa de cruzeiros de luxo.
No final do século XX e durante os primeiros anos do século XXI a empresa passou a contar com o RMS Queen Elizabeth 2 que fazia travessias regulares transatlânticas. Em 2004 o RMS Queen Elizabeth 2 passou a operar em cruzeiros mundiais e cruzeiros mediterrânicos, enquanto a rota transatlântica foi assumida pelo RMS Queen Mary 2, o MS Queen Victoria completa a frota atual.
O controle acionário da Cunard Line foi adquirido pela Carnival Corporation & plc em 1998 e as demais ações compradas em 1999.